# Le Vertige (film, 1926)
Pour les articles homonymes, voir Vertige (homonymie).
Pour plus de détails, voir Fiche technique et Distribution.
Le Vertige est un film français réalisé par Marcel L'Herbier et sorti en 1926.

## Synopsis
À Pétrograd au début de la révolution russe, le général Svirsky a abattu Dimitrieff, l'amant de sa femme Natacha. Émigrée à Nice, Natacha Svirsky rencontre Henri de Cassel, portrait vivant du disparu. Pleine d'effroi, elle devient néanmoins sa maîtresse.

## Fiche technique
- Réalisation : Marcel L'Herbier
- Administrateur : Éric Allatini
- Scénario : Marcel L'Herbier, d'après la pièce de même titre de Charles Méré, en quatre actes, créée le 8 novembre 1922 au théâtre de Paris
- Décors : Robert Mallet-Stevens
- Photographie : Jean Letort, Hans Theyer (de)
- Costumes : Jacques Manuel et Sonia Delaunay
- Décors : Lucien Aguettand, Pierre Chareau, Robert Delaunay, Jean Lurçat, Robert Mallet-Stevens
- Société de production : Cinégraphic
- Société de distribution : Bayerische Film (Allemagne), Pathé Consortium Cinéma (France)
- Pays de production :  France
- Langue : français
- Date de sortie : 
  - France : 9 juillet 1926

## Tournage
Le tournage a eu lieu au studio Éclair à Épinay-sur-Seine (aujourd’hui en Seine-Saint-Denis) et studios de Saint-Laurent-du-Var (Alpes-Maritimes).

## Distribution
- Emmy Lynn : Natacha Svirsky
- Jaque-Catelain : Dimitrieff / Henri de Cassel
- Roger Karl : le général Svirsky
- Claire Prélia : Mme de Cassel
- Alexej Bondireff : Louis
- Leo Da Costa : un chef révolutionnaire
- Andrews Engelmann : Petroff
- Inger Früs :
- Odette Granger :
- Gaston Jacquet : Charançon
- Olivier Servan :

## Innovation technique
Marcel L'Herbier utilise pour son tournage une caméra gyroscopique, « Caméréclair spécial ». Marcel L'Herbier décrit ses qualités : « nous allons pouvoir vivre en pleine action ; suivre sans interruption l'effort du coureur, pénétrer plus profondément dans le drame psychologique. L'appareil peut être porté par un homme peu robuste, le moteur électrique qui le meut étant léger et le poids du gyroscope annulé par un système automatique. On peut l'adapter à l'essieu avant d'une auto, sur un porte-bagage. »